# Verbond van Actualisten
Het Verbond van Actualisten (VvA) was de eerste fascistische politieke partij in Nederland. De partij werd opgericht op 23 januari 1923.
De eigenlijke initiatiefnemer was een 21-jarige Leids student in de Indologie, Hugues Alexandre Sinclair de Rochemont, telg uit een hugenoten-familie. De drie medeoprichters waren de Leidse privaatdocent in de Romeinse wijsbegeerte K.H.E. de Jong, Alfred Haighton, directeur van Lotisico en Arie van Iperen. Het VvA hoopte de fascistische machtsovername van Mussolini in Italië in Nederland te kopiëren. Van Iperen trok zich spoedig terug, en ook De Jong speelde verder geen grote rol. Sinclair en Haighton waren de belangrijke personen binnen het VvA.
In mei 1924 was het verbond voor het eerst op straat actief. In Amsterdam was een staking bij Werkspoor uitgebroken en werkwilligen werden er door stakers lastiggevallen. Met instemming van de directie van Werkspoor besloot Sinclair de stakingsbrekers te hulp te komen. Een vijftigtal studenten en arbeiders, hoofdzakelijk uit Rotterdam afkomstig, trok naar Amsterdam om 'de macht van de vakbonden te breken'. Succes had dat ingrijpen niet. Midden in de actie realiseerde Sinclair zich bovendien dat wat hij deed 'regelrecht in strijd was met het socialistische beginsel van het fascisme': de Actualisten moesten juist de arbeiders achter zich krijgen. Dus werd een vakvereniging opgericht, de Nationale Arbeiders Organisatie (NAO). Spoedig bleek dat de door Haighton betaalde propagandist een 'niet onbelangrijk strafregister' had. Dit kwam de naam van het Verbond niet ten goede. Het nam wel deel aan de Tweede Kamerverkiezingen 1925, maar haalde slechts 2262 stemmen, 0,08% van het totaal. 
Na het teleurstellende verkiezingsresultaat ging de VvA een verregaande samenwerking aan met het liberale Vaderlandsch Verbond (VV), waar onder anderen oud-minister Samuel van Houten lid van was. Ook vonden er fusiebesprekingen plaats, maar tot een echte fusie kwam het niet omdat deze inging tegen de statuten van de VvA. Een meerderheid van de VvA stapte in 1926 vervolgens over naar de liberale VV.
Haighton was na het verkiezingsdebacle met een voorstel gekomen voor nieuwe actie bij Sinclair. Hij was inmiddels eigenaar geworden van een Leidse drukkerij en wilde een fascistisch weekblad uitgeven. Voor het blad bedacht Sinclair als titel De Bezem. Hij tekende eigenhandig het overeenkomstige embleem. De drie eerste nummers schreef hij in zijn eentje vol. Spoedig werd echter Erich Wichman met furieuze scheldkannonades in proza en poëzie de voornaamste medewerker. Hij wist veel lezers te trekken en Sinclair en Haighton besloten rond het blad een nieuwe beweging te construeren. Hiertoe werd het Verbond van Actualisten in november 1928 opgeheven.

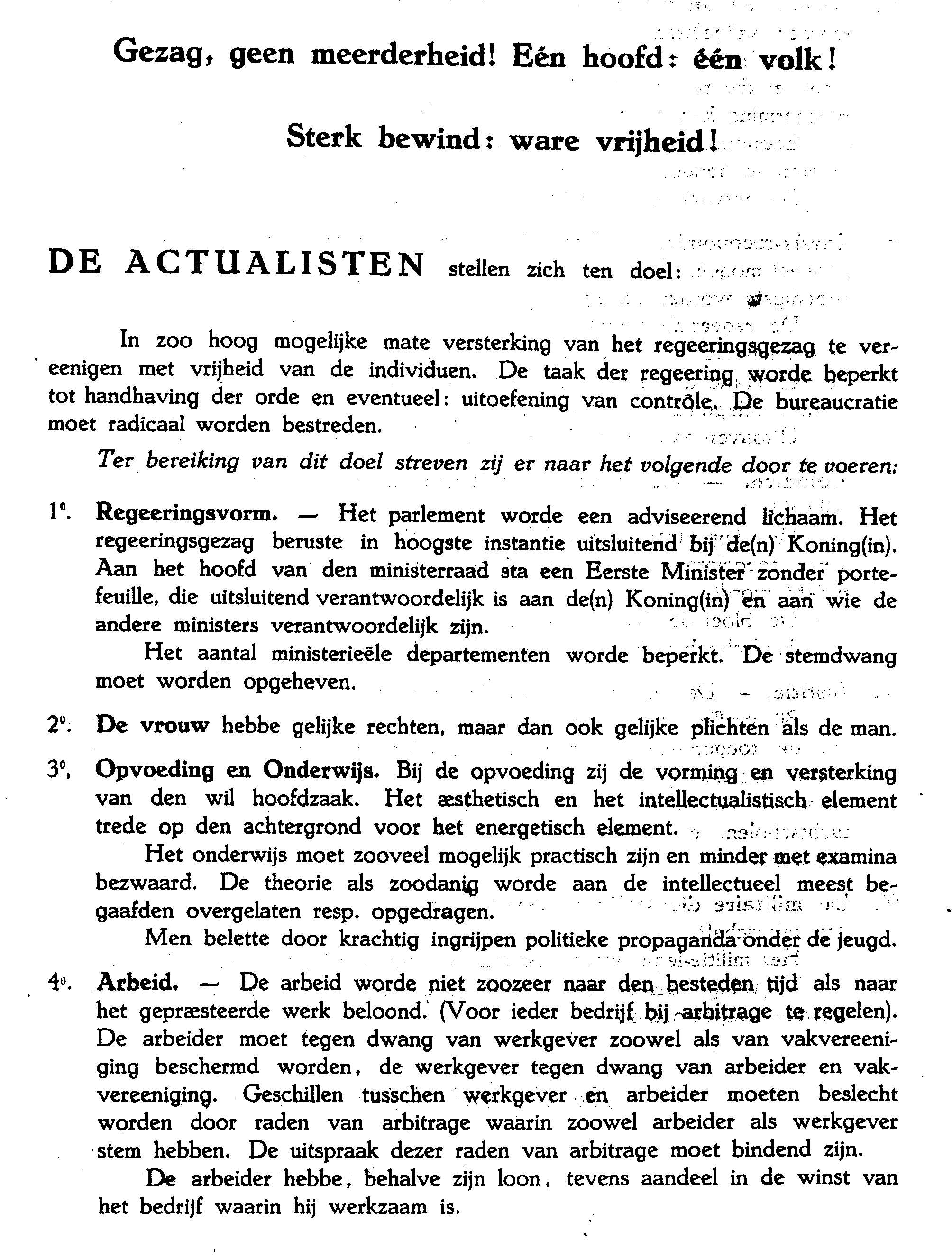
Programma Verbond van Actualisten (ca. 1924)
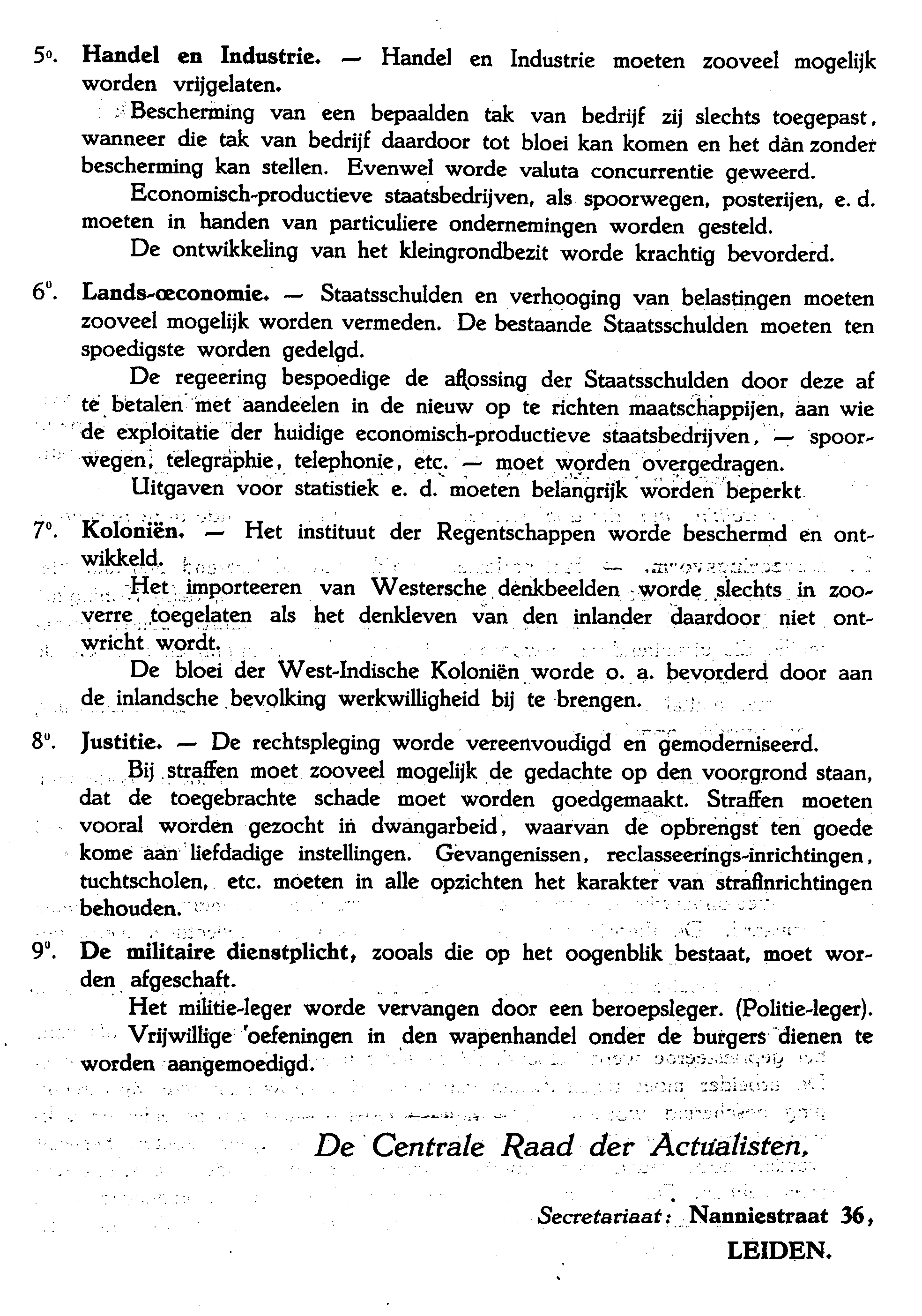
Programma Verbond van Actualisten (ca. 1924)
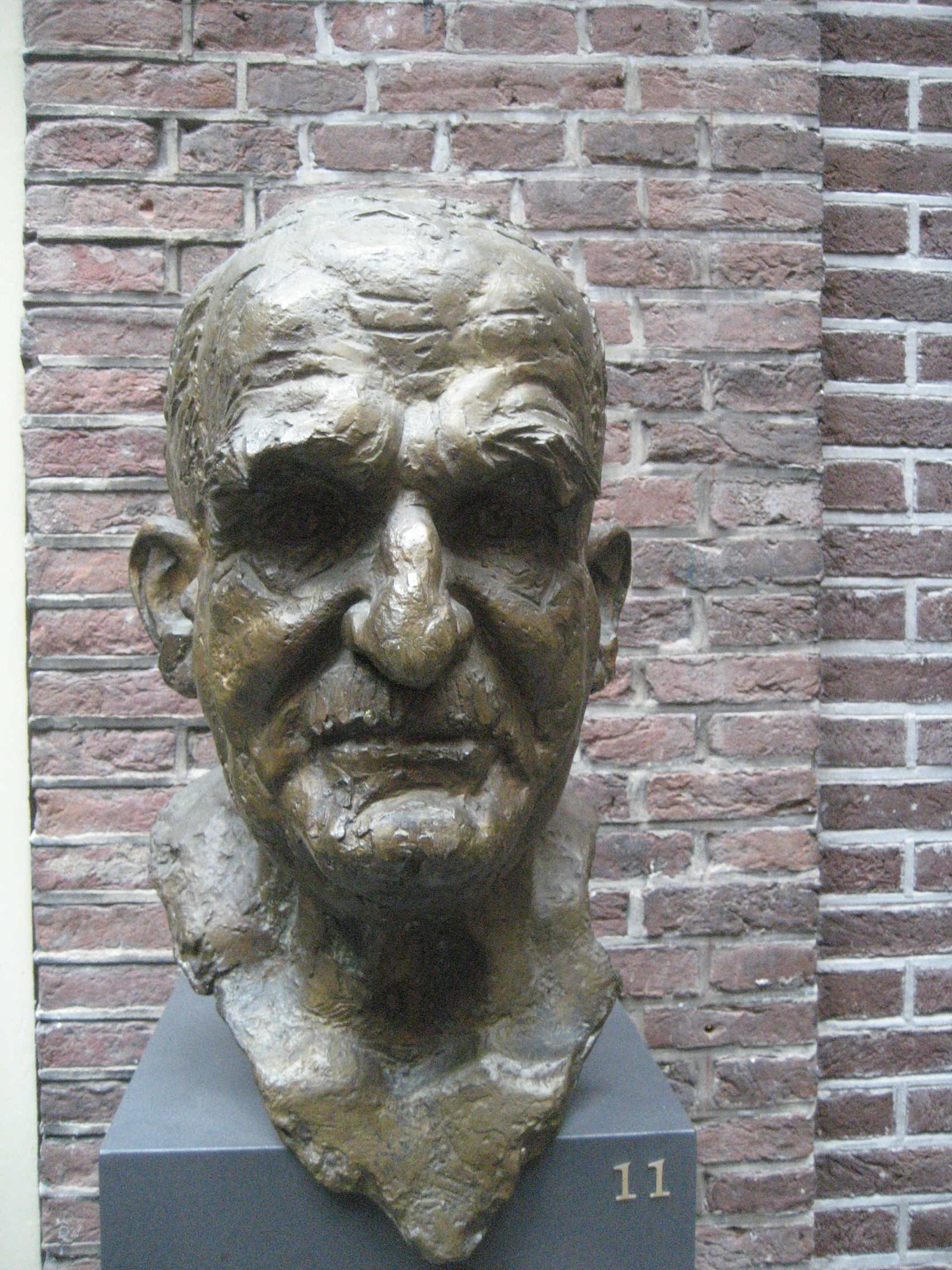
K.H.E. de Jong (door H. Jansen)
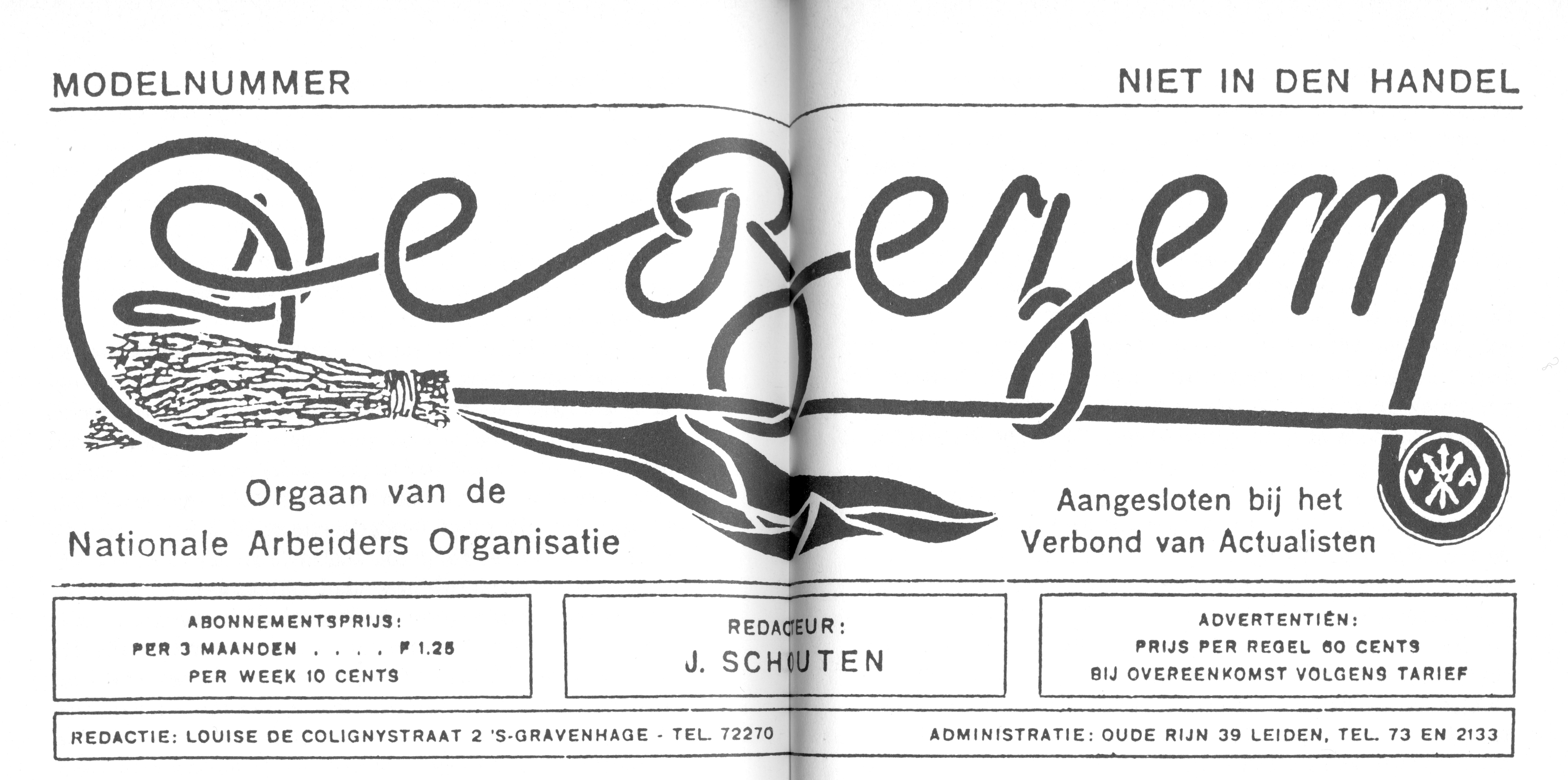
Kop van een proefnummer van De Bezem uit 1925